# Waleńczów
Waleńczów (daw. Walenczów) – wieś w Polsce, położona w województwie śląskim, w powiecie kłobuckim, w gminie Opatów. 
W latach 1975–1998 wieś administracyjnie należała do województwa częstochowskiego.
Wieś zamieszkuje ponad 1100 mieszkańców. Jest położona przy drodze krajowej nr 43 łączącej Częstochowę z Wieluniem.
W latach 1952-1954 miejscowość była siedzibą gminy Walenczów. 29 września 1954 roku, wraz z reformą wprowadzającą gromady w miejsce gmin, Walenczów stał się ośrodkiem jednostki, w której skład weszły obszary wsi: Walenczów, Złochowice oraz Brzezinki (gromada zniesiona 1 stycznia 1973 roku). 
W Waleńczowie znajdują się jedna szkoła publiczna: podstawowa, do 2012 roku istniała jeszcze inna - Zespół Szkół w Waleńczowie. W 2005 roku powstał klub sportowy pod nazwą KS (teraz GKS) Maraton Waleńczów, który od sezonu 2012/2013 występuje w A klasie, w lipcu 2015 roku ogłoszono kontynuację rozgrywek w tej samej lidze w sezonie 2015/2016.

## Integralne części wsi
| SIMC    | Nazwa              | Rodzaj     |
| ------- | ------------------ | ---------- |
| 1002194 | Julianów           | przysiółek |
| 1002248 | Osiedle Waleńczów  | część wsi  |
| 1002260 | Pogorzałka         | część wsi  |
| 1002283 | Posadówka          | część wsi  |
| 1002290 | Sachalin-Zajeździn | część wsi  |
| 1002308 | Tuczarnia          | część wsi  |

## Historia
Waleńczów, obecnie wieś w gminie Opatów, przy drodze z Kłobucka do Krzepic, niegdyś wieś i folwark nad rzeką Okszą w powiecie częstochowskim w gminie opatowskiej, należąca do parafii w Kłobucku. W połowie XV wieku Waleńczów był wsią królewską, leżącą w parafii kłobuckiej. Wieś posiadała łany kmiece, z których dziesięcinę snopową konopną wartości 10 grzywien, płacona kanonikom regularnym w Mstowie. Kmiecie płacili meszne po korcu żyta i korcu owsa z łanu na rzecz kościoła parafialnego w Kłobucku.
Według rejestru poborowego powiatu lelowskiego z 1581 r. Waleńczów należał do zamku krzepickiego, posiadał 13,5 łanu kmiecego oraz jeden łan należący do sołtysa. W końcu XVII wieku wchodził w skład starostwa kłobuckiego.
Spis ludności diecezji krakowskiej z 1787 r. przeprowadzony z polecenia prymasa Michała Jerzego Poniatowskiego wykazał w Waleńczowie 220 mieszkańców, w tym 11 Żydów. Według lustracji z 1789 r. w Waleńczowie było 41 domów, w tym folwark i dwie karczmy a liczba ludności wynosiła 203 osoby (w tym 109 mężczyzn). Lustracja starostwa z 1790 r. wykazała, że w Waleńczów i Hutka miały 60 domów a taryfy i tabele podymnego z 1791 r. podały: 43 domy (w tym dwie karczmy i dwór), 210 mieszkańców (111 mężczyzn i 99 kobiet), w tym 6 szlachciców i 4 Żydów mieszkających w karczmie. Do folwarku należały łąki, zwiane: Mostki, Sierotki i Pasternik.
W 1872 r. Waleńczowie było 50 domów mieszkalnych: 403 mieszkańców. W 1882 r. dobra Waleńczów składały się z folwarków Waleńczów, Julianów albo Dębowiec i Posadówki o łącznej powierzchni 1121 mórg. Folwarki Waleńczów i Julianów (Dębowiec) obejmowały 555 morgów gruntów ornych i ogrodów, 43 morgi łąki, 354 morgi lasu i 26 morgów nieużytków. Na folwarkach tych było 21 budynków, w tym 11 murowanych. Opisy podkreślały, że lasy tych folwarków były nie urządzone. Folwark Posadówka posiadał m.in. 108 morgów gruntów ornych 22 morgi łąk. Z 5 budynków tworzących zabudowę folwarczną tylko jeden był murowany.
W 1822 r. wieś Waleńczów miała 521 morgów, a Hutka Stara 294 morgi. W 1892 r. we wsi było 50 domów mieszkalnych, 293 mieszkańców a folwark liczył 9 domów mieszkalnych i 30 mieszkańców. Na terenie Waleńczowa funkcjonowała gorzelnia, dobywano kamień i pracował piec wapienny (wapiennik).

## Szkoła podstawowa
Historia szkoły podstawowej w Waleńczowie sięga czasów I wojny światowej. Nikt już nie pamięta nazwisk ówczesnych nauczycieli, ale wiadomo, np. że mieszkaniec Waleńczowa Franciszek Tarczewski ukończył tu 3-klasowa szkołę powszechną a Pan Józef Krysiak i wielu innych rówieśników uczęszczało po 2-3 miesiące w okresie zimowym. Szkoła miała 1 izbę rodzaj świetlicy gdzie spotykali się również mieszkańcy Waleńczowa. Po zakończeniu I wojny światowej szkoła istniała nadal po kierownictwem Panny Kulakównej.
W roku 1923 kierownictwo szkoły objął Piotr Wróbel, młody człowiek zapalony ideą oświatową. Z jego inicjatywy powstał pomysł budowy szkoły. Pomysł poparł sołtys Józef Krysiak oraz Aleksander Tarczewski – urzędnik drogi publicznej. Czynem społecznym pozyskano kamień i cegłę na budowę już w roku, 1925 lecz nad szkołą zawisł los niepewności. Przyczyną była budowa szkoły w Wilkowiecku. Lecz dotacje, którą otrzymano przekazano na budowę szkoły w Waleńczowie. W latach 1929–1934 szkoła w Waleńczowie posiadała 7 klas, a od roku 1935 zarządzeniem ówczesnego premiera zmniejszono liczbę klas do 4. Z chwilą otwarcia szkoły było w niej miejsce dla ochronki (tak się nazywało dawnej przedszkole). Kierownikiem szkoły był oczywiście pan Wróbel. W Waleńczowie przez całą okupację kierownikiem była pani Gołąbek, która nauczałą w okresie zimowym i prowadziła zajęcia praktyczne, jak nakazywały władze okupacyjne. Po wojnie kierownictwo szkoły podstawowej objął pan Gnośniński. 
W 2008 roku szkoła otrzymała patrona. Został nim dziennikarz i komentator sportowy Jan Ciszewski.

## Zespół Szkół w Waleńczowie
W 1973 roku powstała Zasadnicza Szkoła Rolnicza w Waleńczowie z połączenia Zasadniczej Szkoły Rolniczej w Złochowicach i Zasadniczej Szkoły Rolniczej w Opatowie. Od 1974 roku w skład jednostki wchodziły m.in. Zasadnicza Szkoła Ogrodnicza i Zasadnicza Szkoła Hodowlana, Średnie Studium Zawodowe (od 1977), Liceum Zawodowe (od 1990), Liceum Ogólnokształcące dla Dorosłych (od 1999), Uzupełniające Liceum Ogólnokształcące, Technikum, Technikum dla Dorosłych, Szkoła Policealna (brak słuchaczy w roku zamknięcia). W 2012 roku rada powiatu kłobuckiego przyjęła uchwałę w sprawie likwidacji z końcem sierpnia 2012 Zespołu Szkół w Waleńczowie.

## Kościół pw. Narodzenia NMP
Pod względem organizacji kościelnej Waleńczów był związany z parafią św. Marcina w Kłobucku. W latach 1949–1955 staraniem ks. Augusta Kańtocha została wybudowana kaplica, którą 4 listopada 1962 r. poświęcił ks. Walenty Patykiewicz. 18 czerwca 1980 r. biskup Stefan Bareła utworzył w Waleńczowie tzw. misję duszpasterską, w 1982 r. erygował parafię i mianował pierwszym administratorem ks. Stanisław Sikorę. Ks. Henryk Łada (1985-1991) rozbudował kościółek, a jego następca ks. Bernard Kozłowski przejął działkę z zabudowaniami od Lucjana Beksy z zamiarem budowy nowego kościoła i wygodniejszej parafii.

## OSP Waleńczów
W roku 1924 na zebraniu wiejskim z wołanym z inicjatywy Jana Szancera, właściciela miejscowego majątku, zostało powołane Stowarzyszenie Ogniowe pod nazwą Ochotnicza Straż Pożarna. Ustalono również wysokość opodatkowania się mieszkańców na zakup podstawowego sprzętu przeciwpożarowego. W roku 1932 działacze Stowarzyszenia zaczęli myśleć o budowie strażnicy. W 1934 r. oddano do użytku remizę strażacką. W 1939 r. okupant wyznaczył zadania zabezpieczenia przeciwpożarowego, a na komendanta wyznaczył druha Franciszka Zająca, który pełnił tę funkcję  do końca wojny. W 1977 r. na bazie byłej strażnicy przystąpiono do budowy nowego obiektu, który zapewniłby wszelkie potrzeby Ochotniczej Straży Pożarnej i wiejskiego Domu Kultury. Budowę ukończono w 1983 r. W tym okresie naczelnikiem był Tadeusz Zając, który pełnił tę funkcję przez wiele lat. W Izbie Pamięci znajdują się pamiątki oraz trofea zdobyte podczas zawodów strażackich.